# Pașcani, Cahul
Pașcani este un sat în cadrul comunei Manta, raionul Cahul, Republica Moldova.
Structură etnică
     moldoveni (96,23%)
     ucraineni (0,28%)
     ruși (1,51%)
     găgăuzi (0,57%)
     bulgari (0,75%)
     români (0,57%)
     evrei (0%)
     polonezi (0%)
     țigani (0%)
     alte etnii / nedeclarată (0,09%)
Conform datelor recensământului din 2004, populația localității este de 1.060 locuitori, dintre care 538 (50,75%) bărbați și 522 (49,25%) femei. Structura etnică a populației în cadrul localității arată astfel:
- moldoveni — 1.020;
- ucraineni — 3;
- ruși — 16;
- găgăuzi — 6;
- bulgari — 8;
- români — 6;
- altele / nedeclarată — 1.